# Percival Parr
Percival Chase Parr (Bromley, 2 dicembre 1859 – Bromley, 3 settembre 1912) è stato un calciatore inglese, di ruolo portiere.

## Carriera
Conta una presenza con la Nazionale inglese, collezionata nel 1882.